# حرائق الغابات في أفوناتو
اندلع حريق غابات في جنوب شرق أفوناتو، وهي مدينة في محافظة إيواته في اليابان في 26 فبراير 2025. واعتبارًا من 3 مارس 2025، اتسع نطاق الحريق ليشمل 2,900 ها (7,200 أكر)، مما أدى حتى الآن إلى تدمير 84 مبنى، ومقتل شخص واحد وإجبار أكثر من 4500 شخص على النزوح.

## خلفية

### حرائق أخرى
اندلع حريقان آخران في المنطقة المحيطة بأفوناتو في الأسابيع التي سبقت الحريق. وأبلغ عن أول حريق في 19 فبراير في الساعة 11:55 صباحًا في بلدة سانريكو، مدينة أفوناتو، وأبلغ عن دخان في الجبال؛ وزاد إلى 324 ها (800 أكر) وأخمدت في 25 فبراير. وعن الحريق الثاني في بلدة أوتومو في مدينة ريكوزينتاكاتا القريبة في الساعة 3:20 مساءً يوم 25 فبراير؛ وأخمد في ظهر اليوم التالي بعد أن أحرق 8 ها (20 أكر)، بما في ذلك مساحة صغيرة داخل حدود أفوناتو.

## تأثير
قامت شركة توهوكو للطاقة الكهربائية بقطع إمدادات الكهرباء عن حوالي 500 منزل في 27 فبراير من أجل منع أي تأثيرات أخرى للحريق على شبكة الطاقة. في 28 فبراير، علقت شركة تايهايو للأسمنت عملياتها في مصنعها في مدينة أكاساكي لضمان سلامة موظفيها.
أغلقت ثلاث مدارس في المدينة مؤقتًا، وأوقفت شركة سانريكو للسكك الحديدية جميع الخدمات بين ساكاري وسانريكو، ولاحقًا إلى كامايشي في 2 مارس بسبب انقطاع التيار الكهربائي. واستمرار حافلات استبدال السكك الحديدية في العمل حتى رفع أوامر الإخلاء؛ ومع ذلك، فهي لم تتوقف في ريكوزين-أكاساكي، أو ريوري، أو كويشيهاما، أو هوري من أجل تجاوز منطقة الإخلاء. وفي يوم 2 مارس/آذار، شوهد الصيادون المحليون وهم يخلون قواربهم الراسية في ميناء أياري في بلدة سانريكو إلى ميناء الصيد في أفوناتو.
في 3 مارس/آذار، تأثر حوالي 1660 منزلاً بانقطاع الكهرباء وتأثر 840 منزلاً بانقطاع المياه. وإغلاق العديد من الطرق، بما في ذلك أجزاء كبيرة من طريق محافظة إيواته رقم 9 [اليابانية] بسبب الحريق وجزء من الطريق الوطني 45 حتى تتمكن المروحيات من استخدامه للهبوط والإقلاع.

## ردود الفعل
في منتصف ليل يوم 27 فبراير، أنشأت أمانة مجلس الوزراء مكتب اتصال معلوماتي، والذي أعيد تنظيمه لاحقًا ليصبح مكتب رئيس الوزراء للتدابير المضادة في الساعة 9 صباحًا يوم 28 فبراير.
في 3 مارس، بدأ الأمير هيساهيتو أمير أكيشينو مؤتمره الصحفي الأول قائلاً: "أود أن أعرب عن خالص تعازيّ لأولئك الذين تأثروا" في إشارة إلى الحريق.